# Schillerstraße 62 (Mönchengladbach)

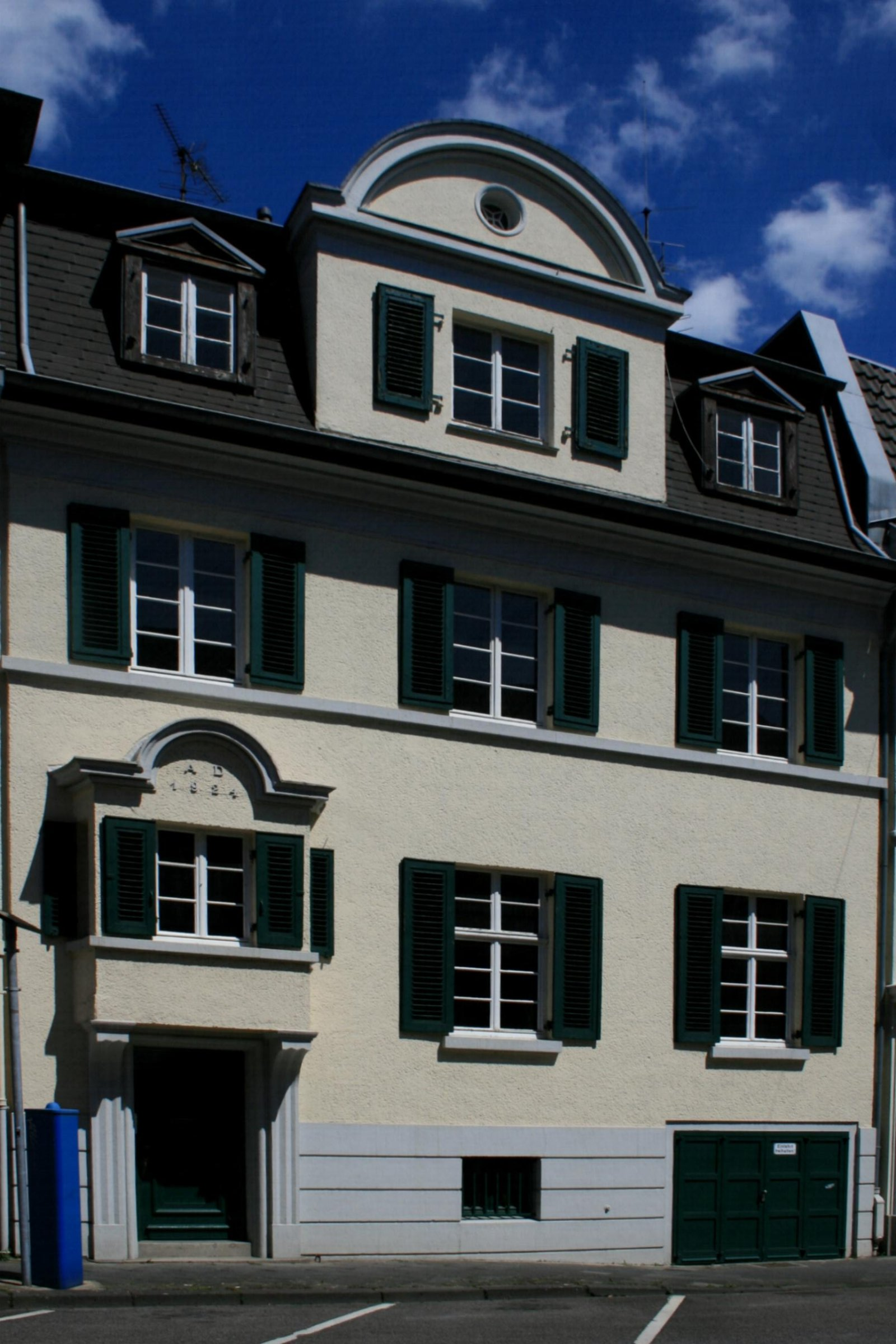
Wohnhaus (2010)

Das Wohnhaus Schillerstraße 62 steht im Stadtteil Gladbach in Mönchengladbach (Nordrhein-Westfalen).
Das Gebäude wurde im 20. Jahrhundert erbaut und unter Nr. Sch 043 am 7. August 1990 in die Denkmalliste der Stadt Mönchengladbach eingetragen.

## Lage
Das Objekt liegt in historischen Stadterweiterungsgebiet zwischen Altstadt und Eicken in der Schillerstraße als Querverbindung zwischen Hohenzollern- und Hindenburgstraße. 

## Architektur
Es handelt sich um ein zweigeschossiges, dreiachsiges traufenständiges Haus mit einer Lukarne und einem Mansarddach. Das Haus stammt aus dem ersten Drittel des 20. Jahrhunderts. Das Objekt ist aus städtebaulichen Gründen schutzwürdig.